# Joel Freeland
Joel Freeland (Farnham, Surrey, Inglaterra; 7 de febrero de 1987) es un exjugador británico de baloncesto. Mide 2,10 metros y jugaba en las posiciones de ala-pívot o pívot.

## Trayectoria
Freeland empezó su carrera en el Solent Stars de Southampton de la Liga Inglesa de Baloncesto. Mientras jugaba al baloncesto lo compaginaba trabajando de reponedor en Farnham. Más tarde fue fichado por el CB Gran Canaria de España para incorporarlo a su equipo filial en la liga EBA. Freeland promedió 14,8 puntos y 7,6 rebotes por partido en la temporada 2005-06.
El 28 de junio de 2006, fue seleccionado por Portland Trail Blazers en la posición número 30 de la primera ronda del Draft de la NBA de ese año. Los Blazers le animaron a volver a Europa para mejorar su juego. Su estilo de juego fue comparado con el de David Lee. En agosto de este mismo año firmó un contrato de 2 temporadas con el CB Gran Canaria.
La temporada 2006-07 fue su primera temporada en la liga ACB, donde jugó solamente 15 partidos, promediando 2,1 puntos y 1,1 rebotes en 5,2 minutos de media.
En la temporada 2008/09, se destaca como uno de los jugadores más importantes del Kalise Gran Canaria en los que firma una media de 10 puntos y 4,6 rebotes, lo que atrae la atención del Unicaja Málaga que en el verano de 2009 le ofrece un contrato por 5 temporadas tras llegar a un acuerdo económico con el equipo canario para que este renunciara a ejercer el derecho de tanteo sobre el jugador.
El 13 de julio de 2012, firmó un contrato de tres años con los Portland Trail Blazers. El 14 de diciembre de 2012, fue asignado a los Idaho Stampede de la NBA D-League, siendo reclamado dos días más tarde.
Tras tres temporadas en Portland, el 13 de julio de 2015, firma un contrato de dos años con el CSKA Moscow.

## Estadísticas de su carrera en la NBA

### Temporada regular
| Año     | Equipo   | PJ  | PT | MPP  | %TC  | %3P  | %TL  | RPP | APP | ROB | TPP | PPP |
| ------- | -------- | --- | -- | ---- | ---- | ---- | ---- | --- | --- | --- | --- | --- |
| 2012-13 | Portland | 51  | 1  | 9.4  | .408 | .000 | .667 | 2.3 | .3  | .3  | .2  | 2.6 |
| 2013-14 | Portland | 52  | 0  | 14.0 | .475 | .000 | .690 | 4.0 | .7  | .2  | .4  | 3.3 |
| 2014-15 | Portland | 48  | 8  | 12.9 | .490 | .000 | .840 | 4.0 | .3  | .2  | .5  | 3.5 |
| Total   | Total    | 151 | 9  | 12.1 | .459 | .000 | .728 | 3.4 | .4  | .2  | .4  | 3.2 |

### Playoffs
| Año   | Equipo   | PJ | PT | MPP | %TC  | %3P  | %TL  | RPP | APP | ROB | TPP | PPP |
| ----- | -------- | -- | -- | --- | ---- | ---- | ---- | --- | --- | --- | --- | --- |
| 2014  | Portland | 9  | 0  | 2.7 | .000 | .000 | .500 | .9  | .1  | .1  | .1  | .1  |
| 2015  | Portland | 2  | 0  | 3.5 | .000 | .000 | .000 | .5  | .0  | .5  | .0  | .0  |
| Total | Total    | 11 | 0  | 2.8 | .000 | .000 | .500 | .8  | .1  | .2  | .1  | .1  |